# Composants d'une locomotive à vapeur
Ce schéma montre les composants principaux d'une locomotive à vapeur.
Note : L'image représente une composition imaginaire à vocation pédagogique. Aucune machine de ce type n’existe dans la réalité, et tous les composants représentés ici n'équipent pas toutes les machines à vapeur. De plus, c’est une représentation très simplifiée : seules les pièces principales sont représentées.
Liste des composants principaux du schéma :
1. Tender — Wagon contenant l'eau et le combustible (fuel, bois, charbon) nécessaires au fonctionnement de la locomotive. Sur les locomotives-tenders, la réserve d'eau est répartie sur le châssis de la locomotive.
2. Cabine de conduite — Abri (généralement ouvert vers l'arrière à l'air libre) depuis lequel le chauffeur s'occupe de la production de vapeur (alimentation en combustible et surveillance de la pression de vapeur) et le mécanicien de la conduite du train. La cabine, coté chaudière est équipé de volants, leviers, manomètres afin de contrôler la locomotive.
3. Sifflet — Sifflet à vapeur, utilisé comme avertisseur sonore.
4. Levier de changement de marche — Levier reliant la commande d'inversion de marche depuis la cabine aux tiroirs, pour en inverser le mouvement du moteur à vapeur.
5. Soupapes de sécurité — Soupapes permettant à la vapeur de s'échapper en cas de pression dans la chaudière trop importante pouvant endommager gravement la machine).
6. Turbo-générateur électrique — Sur les modèles récents, ce turbo-générateur fonctionnant à la vapeur permet d'alimenter en électricité les divers appareils d'éclairage.
7. Sablière — Boite contenant du sable, qui peut être lâché sur les rails pour améliorer l'adhérence des roues motrices.
8. Régulateur — Levier de contrôle de l'admission de vapeur, permettant de changer la quantité de vapeur envoyée aux cylindres moteurs.
9. Dôme de vapeur — Collecte la vapeur créée par la chaudière, pour l'envoyer au régulateur (puis aux cylindres moteurs), parfois à travers des surchauffeurs.
10. Pompe à air — Alimente en air pressurisée les freins de la locomotive, ainsi que le système de freinage du train.
11. Boîte à fumée — Collecte les gaz chauds produits par le combustible, après qu'ils soient passés par les tubes à fumée. Elle contient un système de Pare-escarbilles (ou pare-étincelles), évitant que celles-ci soient aspirées par le tirage de la cheminée et rejetées à l'extérieur. Un arrosage interne dans le foyer est parfois utilisé pour refroidir d'éventuelles cendres.
12. Tuyau d'admission de vapeur — Conduit la vapeur aux cylindres moteur.
13. Porte de boite à fumée — Porte circulaire donnant accès à la boite à fumée lors de l'entretien.
14. Main courante — Main courante de la traverse de tamponnement. Sorte de piquet vertical qui permettent l'accès à la boite à fumée via un marche-pieds.
15. Bogie/bissel arrière — Essieu(x) supportent le poids arrière de la machine. Sur le schéma, il s'agit d'un bissel.
16. Passerelle — Passage le long de la locomotive, facilite les inspections ou l'entretien.
17. Châssis — Poutres (machines américaines) ou tôles soudées (machines européennes) sur lesquelles la locomotive est posée.
18. Sabots de frein — Sabots métalliques pressés contre les roues pour freiner la machine.
19. Tuyau de sable — Dépose le sable directement devant les roues motrices, pour augmenter l'adhérence.
20. Bielles d'accouplement — Fixées aux roues motrices, ces bielles les entraînent toutes en même temps.
21. Bielles motrices — Système de bielles, entraînant les roues motrices en liaison directe avec les cylindres moteurs, et contrôlant l'avance (rapport puissance/vitesse). Voir pour les détails la distribution Walschaerts.
22. Bielle de contrôle — Transmet les efforts du piston du cylindre moteur aux roues (par l'intermédiaire de la tête de bielle d'accouplement). Transforme le mouvement de translation du piston en mouvement de rotation.
23. Axe du piston — Connecte le piston à la tête de bielle motrice.
24. Piston — Se déplaçant d'avant en arrière dans le cylindre moteur, grâce à la pression de la vapeur, il produit le mouvement de va et vient qui fait avancer la locomotive.
25. Tiroir de distribution — Distribue la vapeur d'un côté ou de l'autre du piston, suivant la position des roues motrices (la synchronisation est faite par les bielles). Le tiroir libère la vapeur utilisée d'un côté du piston pendant qu'il injecte de l'autre côté la même quantité.
26. Tiroir de distribution — Chambre au-dessus ou à côté du cylindre moteur, qui contient la vapeur destinée au piston.
27. Boite à feu — Chambre contenant le foyer où est introduit le combustible (bois, charbon, essence), généralement placée devant les tubes à fumée, et surmontée par la chaudière contenant l'eau.
28. Tubes à fumée — Transportent les gaz brûlants depuis le foyer au travers de la chaudière contenant de l'eau.
29. Chaudière — Contient de l'eau, utilisée pour la faire chauffer et la transformer en vapeur.
30. Tubes du surchauffeur — Ces tubes collectent la vapeur depuis le dôme de vapeur et la forcent à repasser dans la chaudière pour la surchauffer.
31. Régulateur — Permet le contrôle de la quantité de vapeur collectée. Il l'envoie aux cylindres moteurs. Généralement, cet élément contient en fait un petit régulateur et un grand régulateur (ou un seul régulateur à soupape), contrôlés par le même mécanisme, ce qui permet un dosage plus progressif.
32. Surchauffeur — Sur les locomotives récentes, les surchauffeurs évitent une trop forte condensation de la vapeur en la surchauffant (augmentation de 100 à 200 degrés Celsius de la température), ce qui augmente l'efficacité de la machine. Cet élément collecte la vapeur du dôme de vapeur et la force à repasser dans les tubes du surchauffeur, avant de la libérer dans l'admission.
33. Cheminée — Extrait les gaz et la vapeur (après utilisation) de la machine.
34. Phare avant — Lampe éclairant la voie à l'avant du train. Elle fonctionne au moyen d'une lampe à pétrole, puis par lampe au carbure et enfin au moyen d'un système électrique (no 6 sur le schéma).
35. Boyaux des freins — Tubes transmettant de l'air comprimé (ou le vide) aux freins des wagons du train.
36. Caisse à eau ou tender — Contient l'eau nécessaire au fonctionnement de la machine.
37. soute à charbon ou tender — Contient le combustible. L'alimentation en charbon de la chaudière était souvent manuelle, mais les dernières machines avaient des mécanismes à (vis sans fin appelés aussi stoker).
38. Foyer — Foyer dans lequel est brûlé le combustible, une grille permet aux cendres de tomber dans le cendrier.
39. Cendrier — Collecte les cendres et scories.
40. Boites d'essieux — Elles contiennent les paliers des essieux.
41. Balancier de suspension — Relie les suspensions des roues motrices, de manière à répartir les efforts.
42. Ressort à lames — Suspension des roues motrices. En plus d'une suspension verticale, les essieux ont une suspension latérale (entre les roues, sous le châssis), qui permet l'absorption de mouvements latéraux.
43. Roue motrice — Roue qui propulse la locomotive (trois roues de chaque côté sur ce schéma). Chacune d'entre elles est équipée d'un maneton qui est relié aux bielles d'accouplement, ainsi que d'un contrepoids (du côté opposé) d'équilibrage ramenant le centre de gravité sur l'essieu.
44. Pied — Connecte les ressorts à lames de la suspension aux roues.
45. Échappement — Collecte la vapeur sortant des cylindres par la distribution et la dirige vers la cheminée. Ce mouvement augmente le tirage et aspire les gaz de la chaudière.
46. Bogie/bissel avant — Petit châssis équipé de roues, pouvant avoir un mouvement de rotation et un déplacement transversal indépendant de la locomotive, facilitant ainsi l'entrée en courbe.
47. Crochet — Crochet d'attelage (à l'arrière comme à l'avant) permettant l'attelage à un autre matériel roulant.